# 渡辺謙 (陸軍軍人)
渡辺 謙（わたなべ ゆずる、1886年（明治19年）1月1日 - 没年不明）は、大日本帝国陸軍軍人。最終階級は陸軍少将。

## 経歴
1886年（明治19年）に新潟県で生まれた。陸軍士官学校第18期、陸軍大学校第26期卒業。1930年（昭和5年）に陸軍砲兵大佐に進級し、高射砲第1連隊長に就任した。1932年（昭和7年）に陸軍野戦砲兵学校教導連隊長を経て、1935年（昭和10年）に陸軍少将に進級し、基隆要塞司令官に着任。
1936年（昭和11年）に陸軍技術本部総務部長に転じ、1937年（昭和12年）3月1日に待命、3月29日に予備役に編入された。1938年（昭和13年）12月27日に遊就館長に就任し、1943年（昭和18年）12月1日まで務めた。1944年（昭和19年）11月2日に召集され、豊予要塞司令官に着任。同年12月1日に召集解除となった。

## 栄典
勲章
- 1940年（昭和15年）8月15日 - 紀元二千六百年祝典記念章[6]